# Спортивное скалолазание

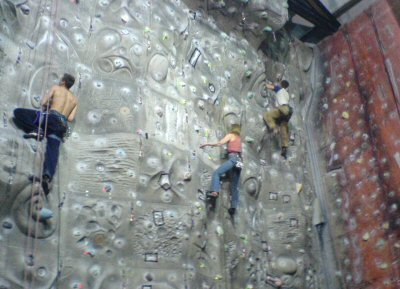

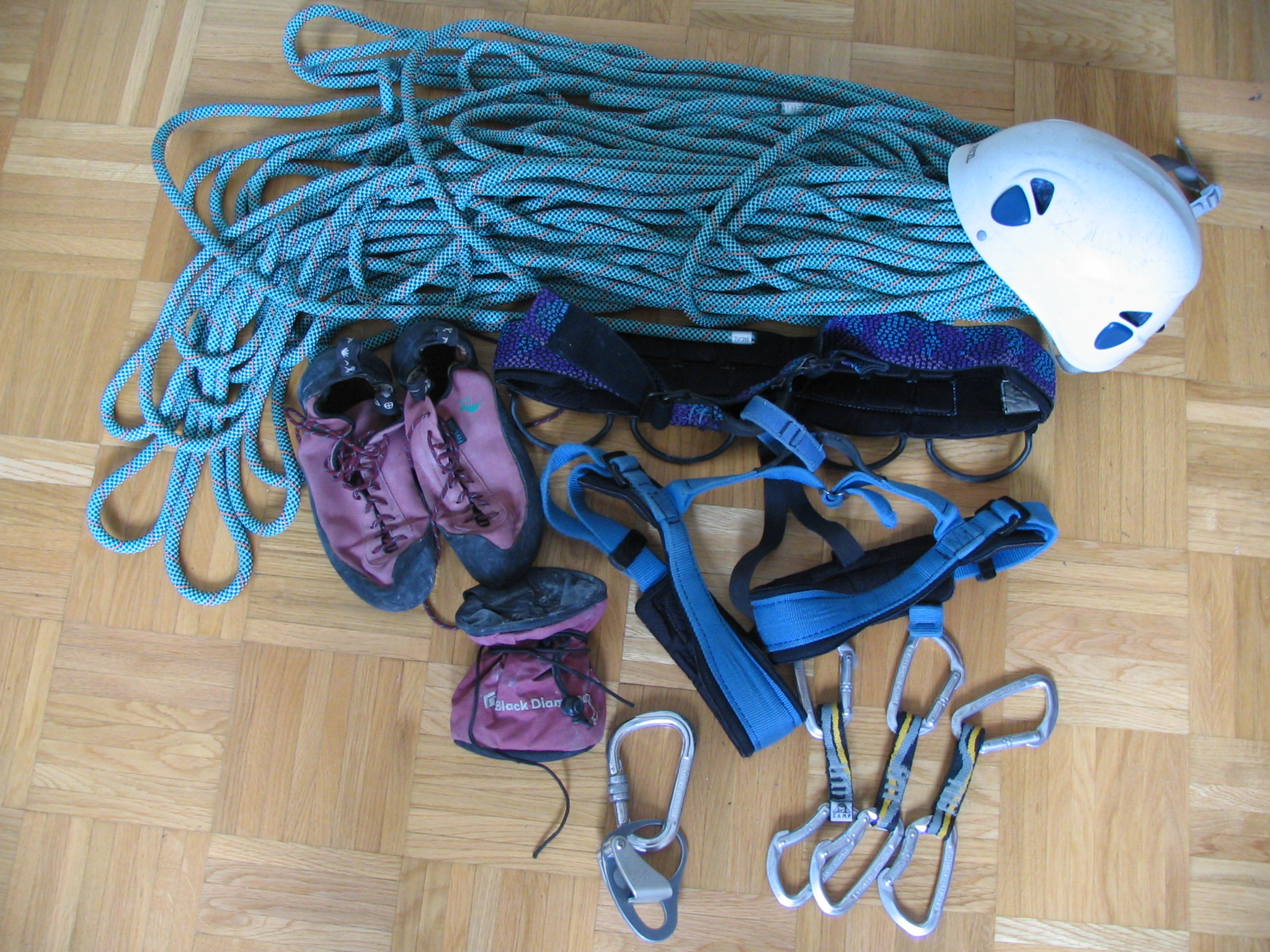
Спортивное снаряжение для скалолазания: верёвка, каска, скальные туфли, мешочек для магнезии, страховочная система, оттяжки, карабин

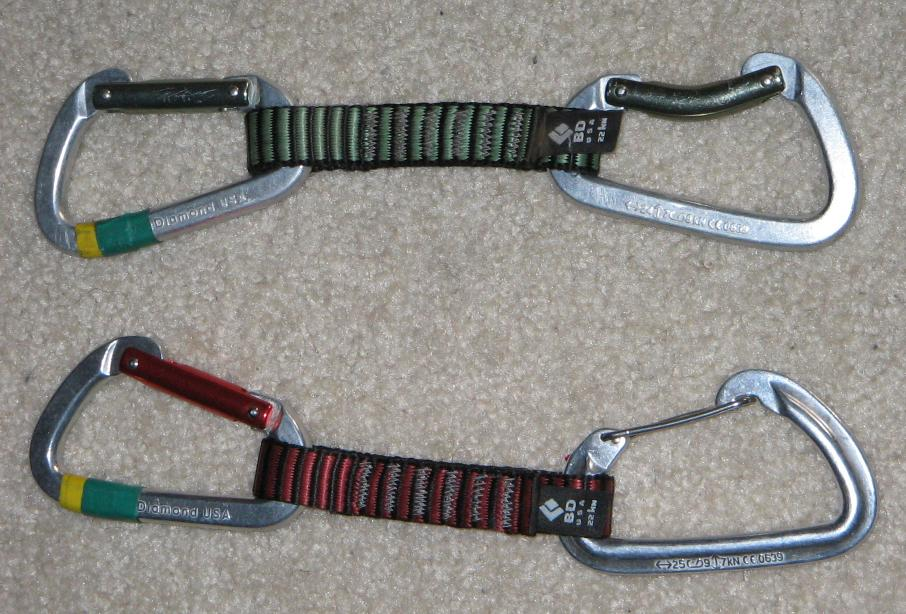
2 оттяжки. Одна часть оттяжки через карабин крепится к болту, закреплённой на стене, во второй карабин вщёлкивается страховочная веревка спортсмена

Спортивное скалолазание (англ. Sport climbing) — разновидность скалолазания, суть которого состоит в организации и проведении соревнований по определённым правилам. Современные международные правила проведения соревнований по спортивному скалолазанию предполагают проведение соревнований по дисциплинам:
- Лазание на трудность
- Лазание на скорость
- Боулдеринг
- Многоборье

С 2018 года — олимпийский вид спорта. Международные соревнования по спортивному скалолазанию (Олимпийские игры, Чемпионаты мира, Кубок мира) проводятся под эгидой Международной федерации спортивного скалолазания

## История спортивного скалолазания
Скалолазание как вид активной деятельности человека возник тогда, когда у человека возникло желание и необходимость преодолеть скальный, горный рельеф. Скалолазание моложе, чем альпинизм. Однако, не во всех странах есть возможность заниматься альпинизмом, преодолевая большие высоты, для которых характерны различные виды горного рельефа: лёд, снег, скалы. Поэтому скалолазание, как альпинизм в невысоких горах, получил широкую популярность в разных странах мира. Первые скалолазы в Германии и Великобритании страстно увлеклись скалолазанием — отчасти оттого, что в этих странах нет достаточно высоких гор — и лазали на довольно высоком уровне.
Спортивное скалолазание как соревновательный альпинизм на скалах появился в СССР. Впервые соревнования по скалолазанию были проведены в СССР в конце 1940-х годов.
В 1955 году был проведён первый Чемпионат СССР по скалолазанию.
В 1966 году в ЕВСК были включены нормативы III, II и I разрядов по скалолазанию, а 1969 года — высшие разряды по скалолазанию — КМС и МС, что послужило мощным толчком к развитию спортивного скалолазания как самостоятельного вида спорта.
В 1968 году при Федерации альпинизма СССР (ФА СССР) образован Комитет спортивного скалолазания под руководством И. И. Антоновича.
На V чемпионат СССР 1971 года, проходивший в Ялте, были приглашены иностранные альпинисты из Австрии, Венгрии, Испании, Италии, Монголии, Польши, ФРГ, Чехословакии, Югославии и Японии. Мнение иностранных наблюдателей о прошедших соревнованиях в целом было положительным. Так австрийцы в журнале «Сайенс-пресс» писали: «Этот новый вид спорта будет иметь успех и в других странах», и что «…интернационализация спортивного скалолазания не будет задерживаться».
В целях пропаганды спортивного скалолазания и обмена опытом представители ФА СССР неоднократно выступали в органах международного союза альпинистских ассоциаций (UIAA) с информацией об этом виде спорта и с предложениями по его международному развитию. В бюллетенях UIAA № 34 за 1969 г., № 47 за 1971 г. и № 52 за 1972 г. в статьях И. И. Антоновича на французском и немецком языках было рассказано об организации и проведении соревнований по скалолазанию в СССР. В 1972—1974 годах с докладами о спортивном скалолазании на Генеральной Ассамблее и на Исполкоме UIAA выступал М. А. Ануфриков.
В 1972 году в Олимпийском молодёжном лагере во время мюнхенских Олимпийских игр Германский Альпийский Союз провел дискуссию о внесении альпинизма и скалолазания в программу Олимпийских игр. После оживленной дискуссии было установлено, что в отличие от альпинизма спортивное скалолазание, проводимое по правилам Федерации альпинизма СССР, полностью отвечает всем олимпийским требованиям для новых видов спорта, а именно:
- соревнования проводятся в одном месте и в одно время;
- соревнований могут проводиться в разных странах по единому регламенту;
- равенство условий и шансов на победу для всех участников соревнований;
- объективность судейства, возможность измерения результата инструментальными методами;
- уровень результатов соответствует современному уровню мировых рекордов;
- зрелищность соревнований.

Среди членов МОК[уточнить] за признание спортивного скалолазания олимпийским видом спорта высказались представители 42 стран, против — 24 при 2-х воздержавшихся. В то же время 65 членов МОК высказались против включения в олимпийские виды собственно альпинизма.
В октябре 1976 года состоялись первые международные соревнования по скалолазанию, проведенные по советским правилам Госкомспортом СССР в Гаграх в ущелье Юпшара. Кроме советских скалолазов в соревнованиях приняли участие альпинисты из Австрии, ГДР, Польши, Румынии, Франции, ФРГ и Японии. Индивидуальное лазание выиграл А. Демин, многоборье — В. Маркелов. Кроме хозяев неплохо выступили спортсмены Польши и ФРГ.
В 1976 году статья «Скалолазание спортивное» внесена в Большую советскую энциклопедию (Том 23), что означало признание его как самостоятельного вида спорта.
В 1985 году в Италии (Бардонеккья) состоялись первые международные коммерческие соревнования, Sportroccia, в лазании на трудность.
В 1985 году — с момента прихода к руководству UIAA швейцарца Карло Сганцини (Carlo Sganzini) наметились реальные сдвиги в отношении международного скалолазания по линии UIAA. На Генеральной Ассамблее UIAA в Венеции (сентябрь 1985 года) по настоянию Президента ФА СССР Э. Мысловского и при поддержке К. Сганцини было принято решение придать международным соревнованиям 1986 года в Крыму статус неофициального Кубка Европы и направить на эти соревнования наблюдателя от UIAA — президента Комиссии по альпинизму Густава Хардера из ФРГ.
Генеральная Ассамблея UIAA, собравшаяся в Мюнхене в октябре 1986 года, одобрила отчет Г. Хардера о прошедших соревнованиях и поручила ему собрать к весеннему заседанию Исполкома UIAA официальные мнения национальных федераций относительно их желания культивировать спортивное скалолазание.
В октябре 1987 года решением Генеральной Ассамблеи UIAA, состоявшейся в Маракеше (Марокко), были созданы Комиссия по скалолазанию (СЕС) и Комитет по проведению соревнований (СICE). Было запланировано проведение в 1988 году пробного Кубка мира (без начисления рейтинговых очков), которое и было проведено в августе 1988 года в Сноубёрде (США).
Начиная с 1987 года ежегодно стали проводиться международные соревнования по спортивному скалолазанию. Осенью этого года на 50-й Генеральной Ассамблее UIAA в Банфе (Канада) утверждены первые Правила международных соревнований по скалолазанию.
Осенью 1989 года на отчетно-выборном Пленуме Федерации альпинизма СССР, учитывая высокий уровень развития скалолазания и большой объём самостоятельной международной деятельности, было решено упразднить Комитет скалолазания при ФА СССР, дополнить название Федерации словом «скалолазание», образовать новый Президиум Федерации альпинизма и скалолазания из Советов по альпинизму и скалолазанию.
На Генеральной Ассамблее UIAA в сентябре 1990 года в Керкраде (Голландия), членом UIАА в качестве наблюдателя принята Международная Ассоциация спортивного скалолазания (ASCI), образованная на коммерческой основе. Это решение открыло путь к включению в мировой рейтинг коммерческих соревнований (Rock Master), которые стали проводиться по Правилам UIAA.
Начиная с 1990 года было принято решение о проведении соревнований на Кубок мира, чемпионатов мира и Европы только на искусственных стенах по следующим причинам.
В первую очередь, в лазании на трудность трассы должны быть полностью незнакомы участникам до старта — на скалах этого добиться практически невозможно, так как необходимо осваивать все новые и новые массивы, очищать их, нанося серьёзный вред окружающей среде; пробовали выдалбливать зацепы на гладких стенах, приклеивать к поверхности камни, но оказалось, что значительно проще использовать искусственный рельеф. Применение искусственных трасс позволяет проводить соревнования в залах с большим количеством зрителей, независимо от погоды и времени суток, а также обеспечить полную новизну трасс для всех участников. Значительно улучшаются условия для подготовки спортсменов к старту, облегчается организация судейства и доступ средств массовой информации. Современные трассы на трудность имеют протяжность 15—30 метров и могут иметь нависание 6—10 метров.
Первый чемпионат мира состоялся в октябре 1991 года во Франкфурте-на-Майне (ФРГ). С тех пор он проходит каждые два года. Чемпионами мира в скорости стали бельгийская спортсменка И. Дорсимон и американец Г. Флорин, серебро завоевали французы А. Брар и Ж. Годоффа, а вот бронзовые медали достались В. Черешневой и К. Рахметову. В лазании на трудность чемпионом мира стал Ф. Легран, на втором месте — японец Ю. Хирояма, третий — Г. Кестермайер из ФРГ. Среди женщин золото выиграла С. Гуд из Швейцарии, серебро — И. Патисье (Франция), бронзу — Р. Эрбесфильд (США) … 7. В. Черешнева. Сборная СССР прекрасно выступила в соревнованиях на трудность: 4. П. Самойлин (Свердловск), 5. Е. Овчинников (Красноярск), 7. В. Журкин (Ленинград), 11. С. Рахметов, 19. Ю. Лисовой.
В 1994 году была создана Федерация скалолазания России.
В 1997 году внутри UIAA была сформирована новая структура — ICC (Совет по скалолазанию) с целью предоставления скалолазанию значительной автономии и его обеспечения необходимыми инструментами для дальнейшего развития.
В 2006 году на Генеральной ассамблее UIAA было принято решение о создании на базе ICC самостоятельной федерации спортивного скалолазания. 27 января 2007 года во Франкфурте-на-Майне 48 национальных федераций образовали Международную федерацию спортивного скалолазания (IFSC).
Спортивное скалолазание продолжает интенсивно развиваться. Проводятся чемпионаты мира, Кубок мира, континентальные и молодёжные чемпионаты, большое число коммерческих соревнований. В 2010 году скалолазание признано МОК как олимпийский вид спорта. В программу Юношеских олимпийских игр 2018 года в Буэнос-Айресе и программу Летних Олимпийских игр 2020 года в Токио официально вошло спортивное скалолазание, где будут разыграны два комплекта наград (среди мужчин и женщин).
Спортивное скалолазание получило признание не только как соревновательный вид спорта, но также возросла его общественная роль, в связи с его включением в школьную программу во многих странах, а также в специальные программы, которые разрабатываются для людей с ограниченными возможностями. Его стремительное развитие и распространение во всём мире доказывает, что этот вид спорта может стать новым альтернативным видом активного отдыха для людей всех возрастов.
Россия занимает одно из ведущих мест в мире по количеству крупных соревнований. Ежегодно проводятся чемпионаты страны и юношеские первенства, многоэтапный Кубок России среди взрослых и среди молодёжи.

## Подготовка трасс для соревнований по скалолазанию

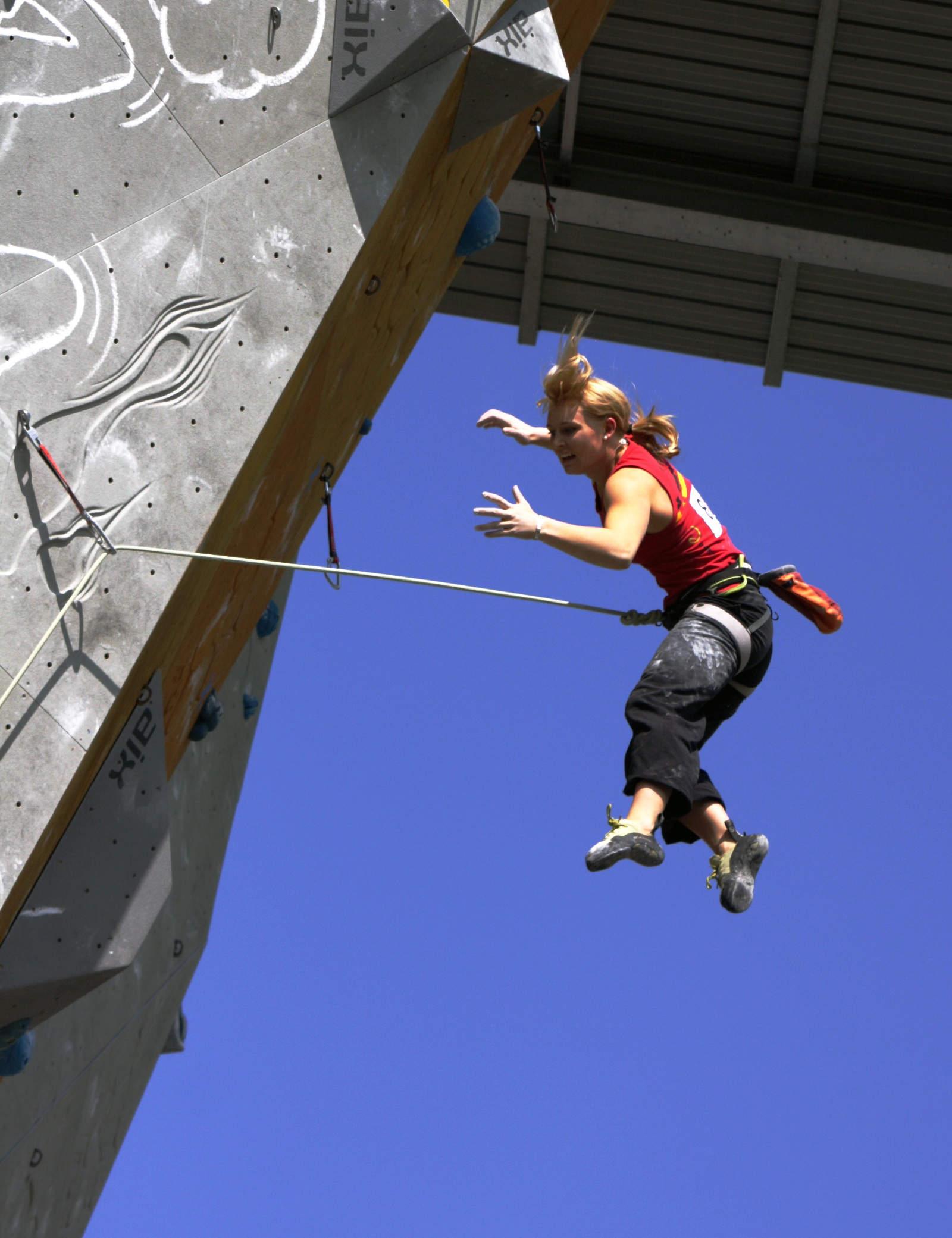
Участница соревнований в лазании на трудность не смогла пройти всю трассу и сорвавшись повисает на страховочной верёвке, вщёлкнутой в последнюю оттяжку

В спортивном скалолазании в отличие от обычного скалолазания спортсмены соревнуются на специально подготовленных трассах. Трассы могут быть на искусственном рельефе (в помещениях или под открытым небом) или на естественном рельефе (природных скалах).
На искусственном рельефе (см. скалодром) на специальных щитах крепятся зацепы и промежуточные точки опоры (болты), в которые вщёлкиваются оттяжки с карабинами.
На естественном рельефе точки страховки создаются с помощью крючьев, забиваемых в скалы.
При необходимости трассы могут быть обозначены четкими ограничительными линиями.
Страховка участника обеспечивается одинарной верёвкой, предоставленной организаторами соревнований. Непосредственную страховку участника соревнований осуществляет судья-страховщик.
Судейская страховка не должна помогать или мешать участнику.

## Соревнования на трудность

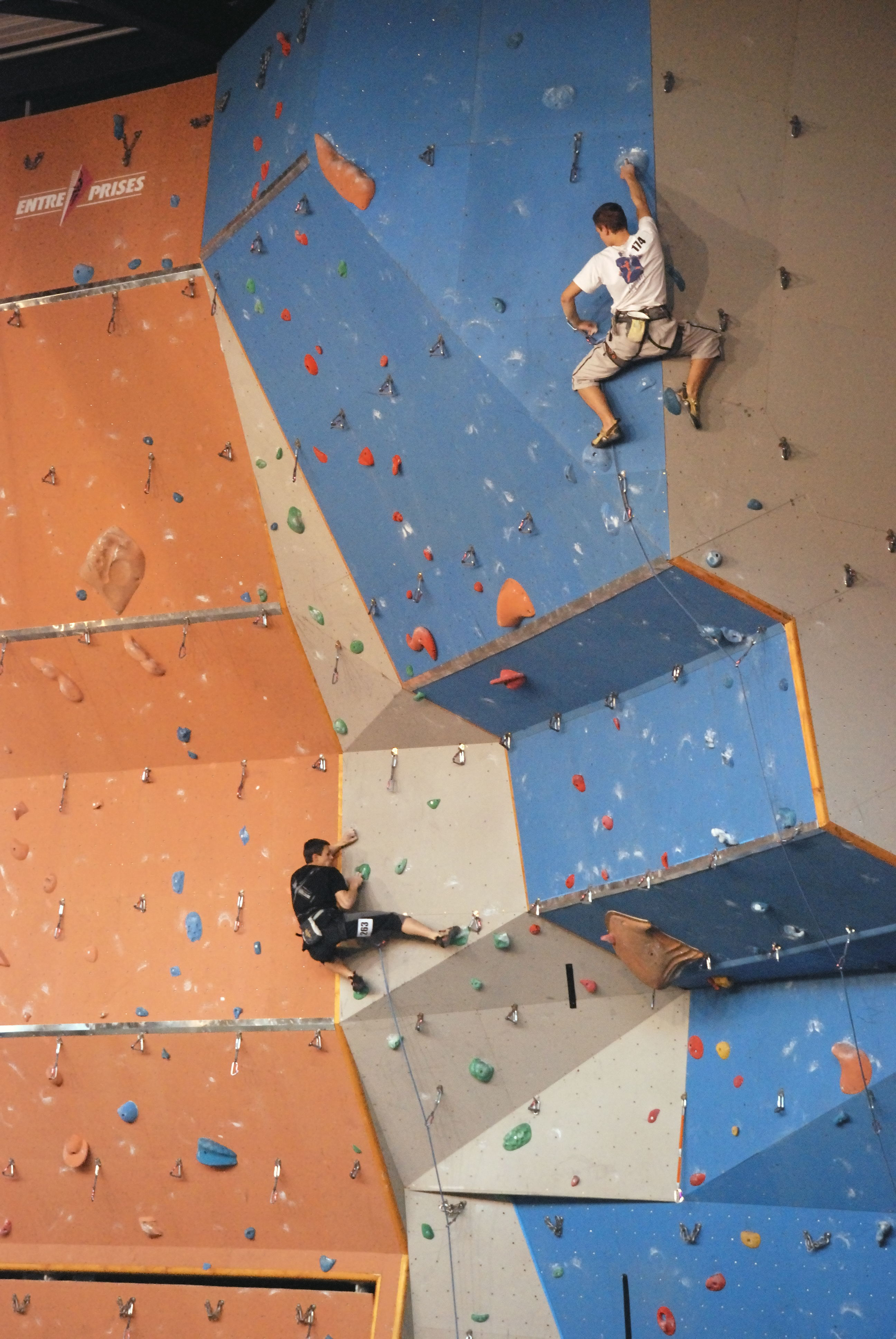
Лазание на трудность на искусственных трассах

Соревнования на трудность предполагают прохождение спортсменом трассы с нижней страховкой. По мере подъёма спортсмен вщёлкивает закреплённую на нём верёвку в закреплённые на стене подъёма оттяжки. Пропускать прощёлкивание верёвки в обязательные точки страховки запрещено. В случае срыва спортсмен повисает на карабине последней оттяжки.
Результатом участника в лазании на сложность является расстояние, пройденное спортсменом со старта до наиболее удалённого использованного им зацепа в пределах установленного времени.
Протяжённость трассы в лазании на сложность:
- Мужчины — до 25 м при минимальном количестве перехватов 45
- Женщины — до 20 м при минимальном количестве перехватов 40

Расстояние между карабинами не может быть более 2 м, а в нижней части стены — не более 1,5 м.
Трасса считается полностью завершённой, если участник вщёлкнул верёвку в карабин финишной оттяжки. В этом случае считается, что участник соревнований достиг высшей отметки трассы, что обозначается в протоколе соревнований отметкой TOP.

## Соревнования на скорость

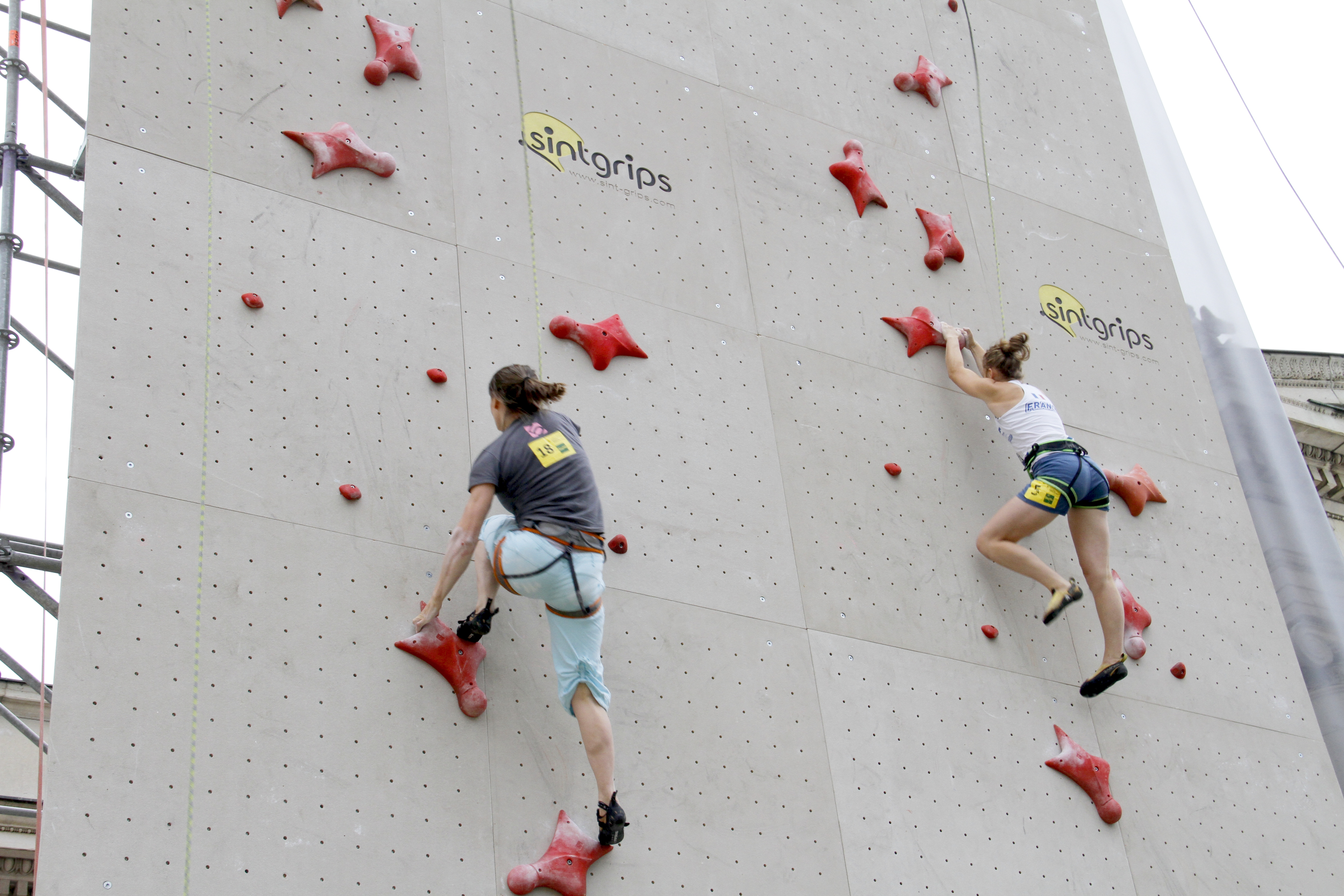
Соревнования на скорость

Результатом соревнования на скорость является время прохождения трассы.
Трасса считается законченной, если:
- участник коснулся рукой специально отмеченой точки наверху трассы. Сила касания зависит от типа финишного устройства;
- пересекает финишную линию;
- касается рукой финишного круга (квадрата) при ручном хронометрировании.

В соревнованиях на скорость применяется только верхняя судейская страховка. Если спортсмен при прохождении трассы срывается, он повисает на судейской страховочной верёвке. Результат прохождения трассы ему не засчитывается. В протоколе фиксируется «срыв участника». В случае проведения соревнований на «эталонной стенке» у спортсмена имеются две попытки на прохождение маршрута.

## Боулдеринг

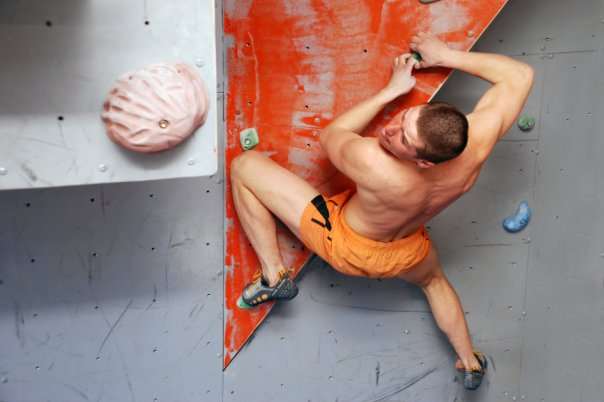
Боулдеринг

Соревнования по боулдерингу представляют собой соревнования на серии коротких сложных трасс. Трассы боулдеринга готовятся таким образом, что не требует верёвочной страховки участника. Страховка либо гимнастическая, либо с помощью специальных матов (крэш пэдов).
Соревнования по боулдерингу могут состоять из:
- одного раунда;
- двух раундов (квалификации и финала);
- трёх раундов (квалификации, полуфинала и финала);

Результатом в боулдеринге считается (в порядке уменьшения важности):
- число пройденных трасс;
- число достигнутых бонусов;
- число попыток, затраченных на прохождение трасс;
- число попыток, затраченных на достижение бонусов.